# Metompkin
 (février 2025).
Metompkin est une census-designated place située dans le comté d'Accomack, dans l’État de Virginie, aux États-Unis. Lors du recensement de 2020, elle comptait 490 habitants.